# Abílo de Deus de Jesus Lima

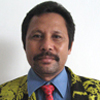
Abílo de Deus de Jesus Lima

Abílo de Deus de Jesus Lima (* in Ermera, Portugiesisch-Timor), kurz Abílo Lima, ist ein Politiker aus Osttimor. Er ist Mitglied der Associação Social-Democrata de Timor (ASDT).

## Werdegang
Lima hat nur die Sekundärschule beendet. Später war er Chef einer Miliz.
Seit dem 30. August 2007 war er Staatssekretär für Umwelt im Kabinett von Premierminister Xanana Gusmão. Bei einem Parteitag Anfang 2008 entschied sich die ASDT ihre Vertreter in der Regierung, Lima und den Tourismusminister Gil da Costa Alves, zu entlassen. Sie beschuldigte beide Politiker der Korruption, zu großer Nähe zum indonesischen Militär und Wirtschaft und dass sie nicht die Ideologie der ASDT repräsentieren würden. Die Abgeordneten der ASDT im Nationalparlaments stellten sich gegen die Entscheidung des Parteitage und auch Premierminister Gusmão weigerte sich die beiden zu entlassen, worauf Anfang Mai die ASDT eine Vereinbarung mit der FRETILIN über eine zukünftige Zusammenarbeit unterzeichnete. Trotzdem blieb die ASDT in der Regierungskoalition. Bei den Parlamentswahlen in Osttimor 2012 scheiterte die ASDT an der Drei-Prozent-Hürde und Lima verlor sein Amt als Staatssekretär mit Antritt der neuen Regierung am 8. August.
Später wurde Lima wegen Korruption zu einer Haftstrafe verurteilt.